# French Soul
Albums de Axelle Red
Face A / Face B
(2002) Jardin Secret
(2006)
French Soul est un album compilation de la chanteuse pop belge Axelle Red sorti en 2004.

## Liste des pistes
CD 1
| No  | Titre                                 | Durée |
| --- | ------------------------------------- | ----- |
| 1.  | Sensualité                            | 3:53  |
| 2.  | Elle danse seule                      | 4:04  |
| 3.  | Je t'attends                          | 3:33  |
| 4.  | Le Monde tourne mal                   | 3:49  |
| 5.  | À Tâtons                              | 3:30  |
| 6.  | Rien que d'y penser                   | 3:08  |
| 7.  | Ma Prière                             | 4:26  |
| 8.  | À quoi ça sert                        | 3:37  |
| 9.  | Rester femme                          | 3:51  |
| 10. | Ce Matin                              | 2:33  |
| 11. | Parce que c'est toi                   | 4:08  |
| 12. | Faire des mamours                     | 4:10  |
| 13. | Bimbo à moi                           | 3:21  |
| 14. | J'ai jamais dit (Je serais ton amie)  | 3:54  |
| 15. | Je me fâche                           | 3:50  |
| 16. | Pas maintenant                        | 3:24  |
| 17. | Toujours                              | 3:30  |
| 18. | Manhattan-Kaboul (en duo avec Renaud) | 3:56  |

CD 2
| No  | Titre                                         | Durée |
| --- | --------------------------------------------- | ----- |
| 1.  | J'ai fait un rêve (soul version)              | 7:18  |
| 2.  | Je pense à toi (soul version)                 | 4:01  |
| 3.  | Vole (soul version)                           | 5:30  |
| 4.  | Blanche Neige (soul version)                  | 5:47  |
| 5.  | Ma Prière (soul version)                      | 4:04  |
| 6.  | Elle danse seule (soul version)               | 4:06  |
| 7.  | Faire des mamours (soul version)              | 5:32  |
| 8.  | Voilà tout ce qu'on peut faire (soul version) | 4:15  |
| 9.  | Rester femme (soul version)                   | 8:37  |
| 10. | People Get Ready (soul version)               | 3:33  |

## Certifications
| Pays                | Certification         | Date             | Nombre de ventes |
| ------------------- | --------------------- | ---------------- | ---------------- |
| France              | Disque d’or           | 2004             | 100 000          |
| Belgique (Flandre)  | 2 x Disque de platine | 20 novembre 2004 | 20 000           |
| Belgique (Wallonie) |                       | 10 novembre 2004 | 20 000           |